# جون جوزيف مارشال
جون جوزيف مارشال هو سياسي كندي، ولد في 1807 في كندا، وتوفي في 25 سبتمبر 1870 في كندا. حزبياً، نشط في الحزب الليبرالي في نوفا سكوشا ‏. وقد انتخب عضو مجلس نواب نوفا سكوتيا.